# Romance de la suerte
Romance de la suerte (en hangul, 운빨로맨스; romanización revisada, Unppal romaenseu), es una serie de televisión surcoreana del género comedia romántica, emitida por MBC desde el 25 de mayo hasta el 14 de julio de 2016. Está basada en el webtoon homónimo de la escritora Kim Dal Nim, publicado en 2014. Fue protagonizada por Hwang Jung Eum y Ryu Jun Yeol.

## Sinopsis
La joven Shim Bo Nui (Hwang Jung Eum), de 26 años, posee una afición a las supersticiones y todo lo relacionado con ello, y visita constantemente al chamán Goo Shin (Kim Jong Goo), quien le asegura que ha nacido con mala suerte; no obstante, su obsesión aumenta cuando le comenta que su hermana Shim Bo Ra (Kim Ji Min), que está en coma desde hace dos años tras un accidente automovilístico, corre peligro, y la única forma de detener la maldición es pasando la noche con un hombre nacido en el año del tigre (1986). Tal situación obliga a Bo Nui a buscar al hombre indicado con extrema urgencia.
Entre la desesperación y la convicción de que vendrán tiempos malos, Bo Nui conoce a Je Soo Ho (Ryu Jun Yeol), considerado como un genio, él es una persona muy lógica y científica, que no cree en nada sobrenatural, además es dueño y también CEO de la compañía desarrolladora de videojuegos Zeze Factory. Bo Nui al saber de su compatibilidad, le propone a Soo Ho dormir con ella. Pero la situación es aprovechada por Gary (Lee Soo Hyuk), un famoso tenista que finge haber nacido en 1986, ya que siempre quiso estar con ella desde hace años.

## Reparto

### Personajes principales
- Hwang Jung Eum como Shim Bo Nui.
  - Lee Ye Seon como Bo Nui (niña).
  - Park Seo Yeon como Bo Nui (adolescente).
- Ryu Jun Yeol como Je Soo Ho.
  - Gil Jeong Woo como Soo Ho (niño).
  - Seol Woo Hyung como Soo Ho (adolescente).
- Lee Soo-hyuk como Choi Geon Wook / Gary Choi.
- Lee Chung Ah como Han Seol Hee / Amy Han.

### Personajes secundarios
- Kim Ji Min como Shim Bo Ra.
- Kim Jong Goo como Goo Shin.
- Kim Sang-ho como Won Dae-hae.
- Jung Sang-hoon como Han Ryang Ha.
- Gi Ju Bong como Je Mool Po.
- Na Young Hee como Yang Hee Ae.
- Jung In Gi como Ahn Young Il.
- Jo Young Jin como Choi Ho.
- Lee Cho Hee como Lee Dal Nim.
- Jung Young Gi como Song Dae Kwon.
- Yoon Bong Gil como Lee Hyun Bin.
- Jin Hyuk como Ryu Ji Hoon.
- Cha Se Young como Ga Seung Hyun.
- Kwon Hyuk Soo como Jo Yoon Bal.
- Park Joon-mok.
- Oh Hee-joon.
- Baek Ji-won.

### Apariciones especiales
- Heo Kyung-hwan como un repartidor del restaurante chino (ep. #1).
- Choi Woong como el sunbae de Bo-nui (ep. #2).

## Recepción

### Audiencia
En azul la audiencia más baja y en rojo la más alta, correspondientes a las empresas medidoras TNms y AGB Nielsen.
| Ep. #    | Fecha de estreno    | Share        | Share        | Share       | Share       |
| Ep. #    | Fecha de estreno    | TNmS Ratings | TNmS Ratings | AGB Nielsen | AGB Nielsen |
| Ep. #    | Fecha de estreno    | Nacional     | Seúl         | Nacional    | Seúl        |
| -------- | ------------------- | ------------ | ------------ | ----------- | ----------- |
| 1        | 25 de mayo de 2016  | 8.9 %        | 10.4 %       | 10.3 %      | 12.3 %      |
| 2        | 26 de mayo de 2016  | 7.0 %        | 8.0 %        | 8.7 %       | 10.1 %      |
| 3        | 1 de junio de 2016  | 7.6 %        | 7.8 %        | 8.0 %       | 8.0 %       |
| 4        | 2 de junio de 2016  | 7.9 %        | 9.0 %        | 8.2 %       | 8.9 %       |
| 5        | 8 de junio de 2016  | 8.0 %        | 9.9 %        | 8.4 %       | 9.2 %       |
| 6        | 9 de junio de 2016  | 8.1 %        | 9.6 %        | 8.9 %       | 9.8 %       |
| 7        | 15 de junio de 2016 | 8.1 %        | 10.0 %       | 9.8 %       | 10.3 %      |
| 8        | 16 de junio de 2016 | 8.5 %        | 10.0 %       | 8.7 %       | 9.6 %       |
| 9        | 22 de junio de 2016 | 8.6 %        | 11.0 %       | 9.2 %       | 10.0 %      |
| 10       | 23 de junio de 2016 | 7.9 %        | 10.2 %       | 8.0 %       | 9.1 %       |
| 11       | 29 de junio de 2016 | 8.2 %        | 10.1 %       | 8.4 %       | 9.7 %       |
| 12       | 30 de junio de 2016 | 7.7 %        | 9.3 %        | 7.7 %       | 8.0 %       |
| 13       | 6 de julio de 2016  | 7.0 %        | 9.5 %        | 6.6 %       | —           |
| 14       | 7 de julio de 2016  | 6.8 %        | 8.4 %        | 6.4 %       | —           |
| 15       | 13 de julio de 2016 | 7.0 %        | 8.5 %        | 6.8 %       | 7.0 %       |
| 16       | 14 de julio de 2016 | 7.2 %        | 9.1 %        | 6.4 %       | —           |
| Promedio | Promedio            | 7.78 %       | 9.43 %       | 8.17 %      | —           |

## Emisión internacional
- Ecuador: Teleamazonas (2017).
- Perú: Willax Televisión (2017).
- Singapur: Oh!K (2016).
- Taiwán: EBC (2016-2017).
- México: Mexiquense TV (2018).